# Cerro Bonete Grande
Pour les articles homonymes, voir Cerro Bonete.
Le cerro Bonete Grande  (« grande barrette » en français) est un volcan éteint au nord de province de La Rioja, en Argentine, près de la frontière avec la province de Catamarca. Son sommet culmine à 5 913 mètres d'altitude.